# Котовиці (Глоговський повіт)
Котовиці (пол. Kotowice, нім. Kottwitz) — село в Польщі, у гміні Пенцлав Глоговського повіту Нижньосілезького воєводства.
Населення — 79 осіб (2011).
У 1975-1998 роках село належало до Легницького воєводства.

## Демографія
Демографічна структура станом на 31 березня 2011 року:
|          | Загалом | Допрацездатний вік | Працездатний вік | Постпрацездатний вік |
| -------- | ------- | ------------------ | ---------------- | -------------------- |
| Чоловіки | 43      | 12                 | 26               | 5                    |
| Жінки    | 36      | 8                  | 16               | 12                   |
| Разом    | 79      | 20                 | 42               | 17                   |